# Prosopocera trimaculata
Prosopocera trimaculata là một loài bọ cánh cứng trong họ Cerambycidae.